# Povodeň v Česku (1845)
Povodeň v roce 1845 byla jedna z největších povodní na území Čech i Moravy v novověku. Překonána byla (a to ne všude) až po více než 150 letech povodní v roce 2002. Maximální průtok vody Prahou během povodně v roce 1845 je odhadován na 4500 m³/s.

## Vliv na budoucí stavby
Povodeň měla vliv na stavbu železnic: protože většina tratí byla stavěna relativně krátce po ní, byly tratě navrženy tak, aby je nezasáhla. Proto byly tratě do značné míry provozuschopné i při pozdějších povodních.
Na Moravě byla během těchto povodní zatopena velká část Břeclavi vinou špatně navrženého železničního náspu. I to se odrazilo v pozdějších projektech dopravních staveb.